# Banks (cantant)
Jillian Rose Banks, més habitualment coneguda simplement com a Banks - estilitzat BANKS - (16 de juny de 1988, Orange County, EUA) és una compositora i cantant estatunidenca de Los Angeles, Califòrnia. El seu estil, descrit com a trip-hop, pop alternatiu i R&B alternatiu, ha estat comparat amb el d'artistes com The Weeknd o Aaliyah, tot i que ella considera que les seves dues influències més importants han estat Lauryn Hill i Fiona Apple. Ha publicat cinc àlbums fins al moment: Goddess (2014), The Altar (2016) i III (2019), Serpentina (2022) i Off With Her Head (2025).

## Biografia
Jillien Banks va néixer al Comptat d'Orange, però va créixer a Tarzana (Vall de San Fernando, Los Angeles), on va estar en contacte amb la natura i va escoltar tota mena de música des de petita. Li agradava especialment Lauryn Hill, Tracy Chapman o qualsevol artista "amb molta ànima". Va començar a tocar un teclat de joguina que li van regalar a l'edat de 15 anys, durant el divorci dels seus pares, en un moment en què "no sabia com expressar els meus sentiments amb paraules". La seva formació musical és autodidacta. Més endavant va començar a estudiar psicologia a la Universitat del Sud de Califòrnia (USC), i va obtenir el grau després de presentar una tesina que tractava sobre els fills de pares divorciats, un tema que és recurrent en la seva obra musical.

## Música
L'any 2013 va presentar els seus primers senzills a través de dos extended play (Fall over i London), i el 2014 va presentar el seu primer àlbum, anomenat Goddess. L'àlbum va tenir bona acollida crítica i comercial, entrant al Top 20 de les llistes anglesa, australiana, alemanya, neozelandesa, sueca i americana. Ha rebut diverses nominacions a premis, com el MTV Brand new nominee o el Sound of 2014 de la BBC.